# Strunderthalshöhe
Strunderthalshöhe war ein Ausflugslokal und ein Ortsteil auf dem Gebiet des heutigen Stadtteils Stadtmitte  der Stadt Bergisch Gladbach  im Rheinisch-Bergischen Kreis.

## Lage und Beschreibung
Die Strunderthalshöhe lag am östlichen Ausgang von Bergisch Gladbach an der Straße Richtung Herrenstrunden auf der Höhe zwischen dem heutigen Sonnenweg und Heiligenstock. Das Gebäude des Ausflugslokals selber ist heute noch erhalten mit der postalischen Adresse Hauptstraße 394.

## Geschichte
1885 ist der Ort als Wohnplatz der Bürgermeisterei Bergisch Gladbach im Kreis Mülheim am Rhein mit sieben Häusern und 47 Einwohnern als Teil der Pfarrgemeinde Gladbach verzeichnet.
Der Ort ist auf der Preußischen Neuaufnahme von 1892 und auf Messtischblättern bis in die 1940er Jahre regelmäßig als Strunderthalshöhe verzeichnet. Danach ist er auf Karten nicht mehr verzeichnet.